# خوان جيفارا
خوان جيفارا (بالإسبانية: Juan Gualberto Guevara)‏ هو كاهن كاثوليكي بيروفي وإسباني، ولد في 12 يوليو 1882 في بيرو، وتوفي في 27 نوفمبر 1954 في ليما في بيرو.